# Paris-Luxembourg
Paris-Luxembourg est une ancienne course cycliste par étapes disputée de 1963 à 1970 entre Paris et Luxembourg.

## Palmarès
| Année | Vainqueur         | Deuxième               | Troisième             |
| 1963  | Rudi Altig        | Armand Desmet          | Raymond Poulidor      |
| 1964  | Rik Van Looy      | Jean Stablinski        | Edgard Sorgeloos      |
| 1965  | Jean Stablinski   | Guido Reybrouck        | Edward Sels           |
| 1966  | Anatole Novak     | Hubert Harings         | Winfried Bölke        |
| 1967  | Jan Janssen       | Georges Van Coningsloo | Bernard Guyot         |
| 1968  | Michele Dancelli  | Marino Basso           | Felice Gimondi        |
| 1969  | Eddy Merckx       | Felice Gimondi         | Roger De Vlaeminck    |
| 1970  | Eric De Vlaeminck | Guido Reybrouck        | Giacinto Santambrogio |